# 美因堡
美因堡（德語：Mainburg，發音：[ˈmaɪnbʊʁk] ⓘ）是德国巴伐利亚州下巴伐利亚行政区凯尔海姆县的城市，面积61.54平方千米，2023年12月31日人口为15,517人。